# Philippe Quinault
Philippe Quinault, fransk dramatisk skald, född 3 juni 1635, död 26 november 1688.
Han hade redan genom flera vittra arbeten förskaffat sig ett namn, då han lät inskriva sig som advokat vid parlamentet. Kort därefter köpte han ett ämbete i kammarrätten, men allt större litterära framgångar lockade honom att lämna statens tjänst och att uteslutande ägna sig åt författarskap. Hans första dramatiska försök var lustspelet Les rivales (1653). Allmänheten, som syntes ha tröttnat vid den store Corneille, mottog med hänförelse sådana stycken som La mort de Cyrus (1656), Stratonice (1657), Amalasonthe (1658), Le Fantôme amoureux (1659), Astrate, roi de Tyr (1663) och La mer é coquette (1664). 
Han var visserligen inte utan föregångare, anses han med rätta som skaparen av operalibretten inom den franska litteraturen. Hans poetiska begåvning var liksom danad för en dylik uppgift. I all synnerhet ägde hans diktion den mjukhet och böjlighet, den rytm och harmoni, som musikkonsten fordrar. Under den berömde tonsättaren Lullys ingivelse författade han ett större antal operatexter, av vilka flera är verkliga mästerverk, såsom Alceste (1674), Atys (1676; uppförd i Stockholm 1784), Proserpine (1680), Persée (1682), Roland (1685; uppförd i Stockholm 1781) och Armide (1686; uppförd i Stockholm 1787). Quinault var högt uppburen av sina samtida, l Franska akademien invaldes han 1670. Quinaults Oeuvres utkom 1739, 1778, 1811, 1824 och 1881.